# Лотар (Вид)
Вижте пояснителната страница за други личности с името Лотар.
Лотар фон Вид (на немски: Lothar von Wied; † 1 март, сл. 5 март 1244 в замък Вид в Нойвид) е от 1219 до 1243 г. граф на Вид, от 1220 фогт на Андернах в Рейнланд-Пфалц.
Той е син на граф Дитрих I фон Вид († ок. 1200).  Брат е на Георг фон Вид († 1219), на Теодерих, архиепископ и курфюрст на Трир († 1242), Теодора фон Вид († сл. 1218), омъжена за граф Бруно фон Изенбург († 1210), и Изалда фон Вид († 1223), омъжена за Готфрид I фон Епщайн (1189 – 1220).
Лотар последва 1219 г. като граф брат си Георг. Лотар се жени ок. 1220 г. за Лиутгард фон Лайнинген († ок. 1249), вдовица на граф Симон II фон Саарбрюкен († сл. 1207), наследничка на Лайнинген, дъщеря на граф Емих III фон Лайнинген (* 1127, † 1187). Лиутгард има от първия си брак син (Хайнрих II), който става епископ на Вормс. Лотар и Лиутгард нямат деца.
На 5 март 1243 г. Лотар преписва имотите си на племенниците си Бруно II и Дитрих фон Изенбург. Той умира на 1 март 1244 г.
С неговата смърт изчезва графския дом цу Вид. Наследен е, според договора от 27 ноември 1240 г., от племенниците му Бруно II и Дитрих фон Изенбург и Готфрид II и Герхард II от род Епщайн.